# Marsala (Italië)
Marsala is een stad in de Italiaanse provincie Trapani en ligt op het westelijkste puntje van het eiland Sicilië. De economie van de stad is grotendeels afhankelijk van de productie van de bekende Marsalawijn. De witte zandstranden bij de stad worden ook steeds meer door toeristen ontdekt. Vanuit de haven verzorgt Liberty Lines in de zomer een bootverbinding via een draagvleugelboot met het Egadische eiland Favignana.

## Geschiedenis
In 397 v.Chr. werd de Fenicische kolonie Motya (Mozia), die op een eiland voor de Siciliaanse kust lag, verwoest door Dionysos, de Griekse tiran van Syracuse.
De overlevenden vestigden zich, onder leiding van de Cartaagse generaal Himilco, op het vasteland en noemden het Lilybaeum. Het Carthaagse Lilybaeum kwam in 241 v.Chr. in handen van de Romeinen waarna het een van de belangrijkste handelsplaatsen van het eiland werd. Nadat de stad in de 5e eeuw door de Vandalen verwoest werd namen de Arabieren in de 9e eeuw het bestuur over en herdoopten de stad Marsa Allah (haven van God). Gedurende de middeleeuwen kende Marsala een grote welvaart, vooral dankzij de haven en de goede oogsten. In 1575 werd in opdracht van keizer Karel V de haven gesloten om eventuele aanvallen van de Saracenen te weren. Hiermee kwam de bloeiperiode van de stad tot een einde. In de 18e eeuw "ontdekte" de Engelsman John Woodhouse de wijn van Marsala en liet grote hoeveelheden richting Engeland verschepen. Er werd een nieuwe haven aangelegd en ook de infrastructuur van de stad werd sterk verbeterd.
Tot 1832 was de productie van Marsala in handen van de twee Engelsen John Woodhouse and Benjamin Ingham (1784-1861), tot Vincenzo Florio (Bagnara Calabra, 4 April 1799 – Palermo, 11 September 1868) , een handelaar uit Palermo stukken land in Marsala kocht en de Cantine Florio oprichtte. Hij liet wijnkelders in tufsteen aanleggen. De familie Florio werd na aankoop van het wijnhuis van John Woodhouse, eind 19e eeuw de belangrijkste producent van Marsalawijn.
In 1860 landde Giuseppe Garibaldi met zijn 1000 roodhemden in Marsala, en veroverde daarna heel Sicilië, het begin van de eenwording van Italië.
Als dank voor de hulp van de Florio's schonk Garibaldi een geweer en zwaarden, die nu tentoongesteld worden in de bezoekersruimte van Cantine Florio.  
Een zwart jaar voor de stad was 1943 toen ze getroffen werd door zware Britse bombardementen die haar een enorme schade toebrachten.

## Archeologie
Het meest westelijke puntje van Sicilië is Capo Boeo, alwaar een archeologische zone ingericht is.
Uit de Romeinse tijd zijn er restanten te vinden van de oude stad Lilybaeum, en het Museo Archeologico is er gevestigd.

Topstuk van het museum is een Punisch oorlogsschip, dat waarschijnlijk in de Eerste Punische Oorlog in 241 v.Chr. tijdens de Slag bij de Egadische Eilanden door de Romeinen tot zinken is gebracht.
Het werd in 1971 gevonden nabij Mozia.

Vanaf 18 december 2015 herbergt het museum ook het Romeinse schip van Marausa dat voor de kust van Trapani werd gevonden en dat sinds april 2019 voor museumbezoekers te zien is.

## Bezienswaardigheden
- Kerk "Chiesa del Purgatorio"
- Archeologisch museum Baglio Anselmi
- Zoutpannen ten noorden van de stad.
- Het eiland Mozia
- Insula di Capo Boeo (Romeinse opgravingen)

## Afbeeldingen

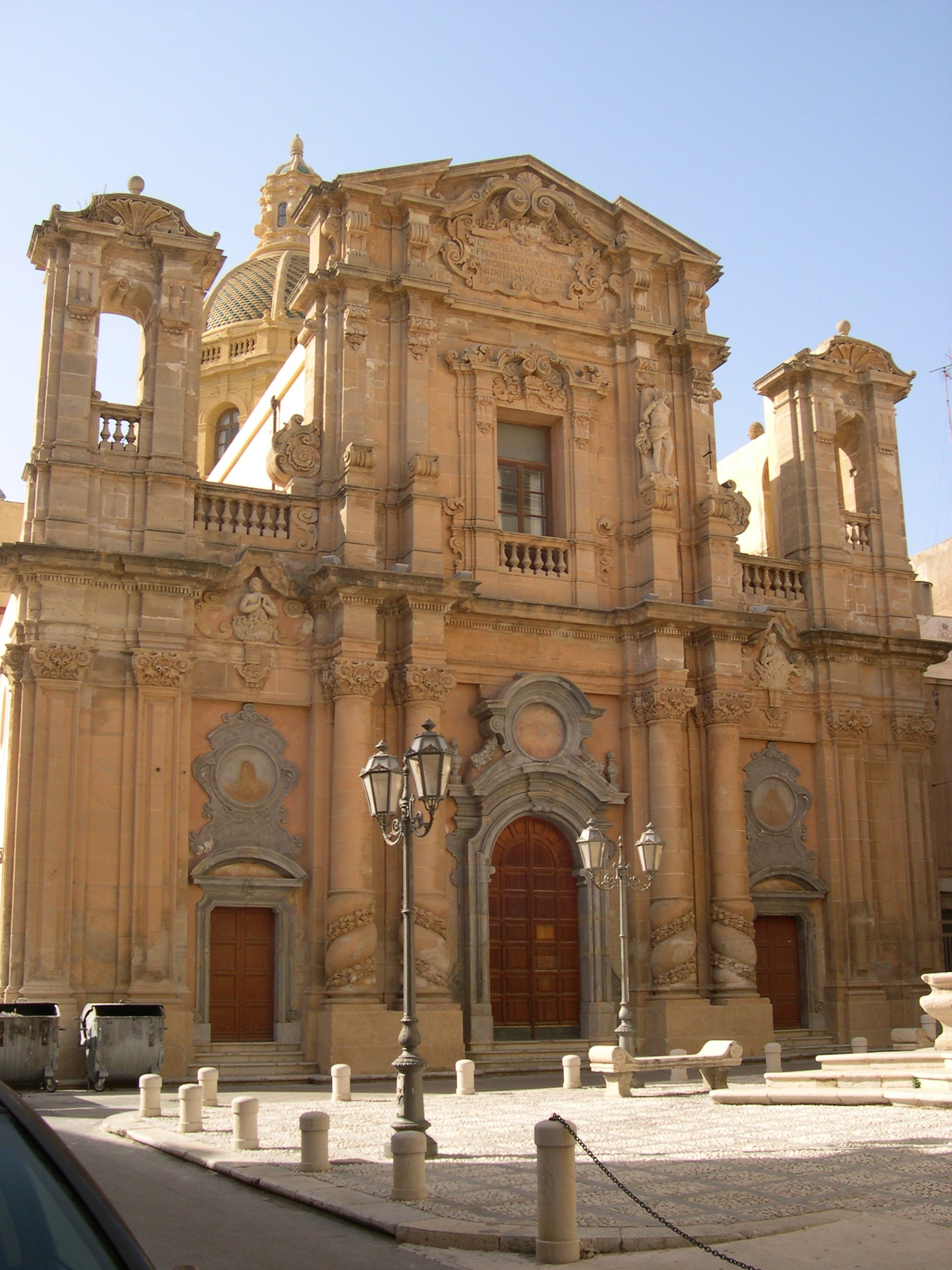
Kathedraal

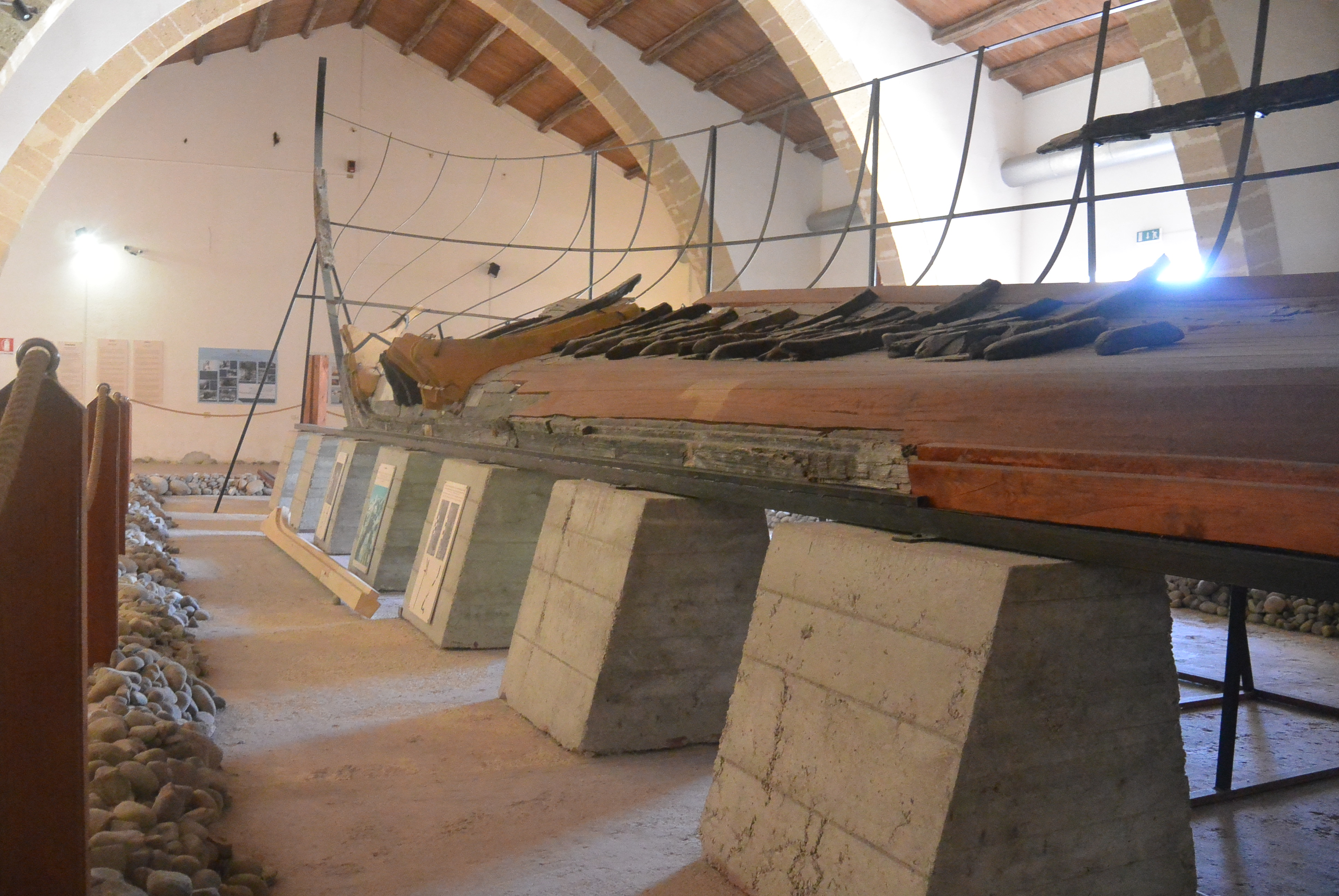
Marsala Punisch oorlogsschip in het archeologisch museum op Capo Bepo

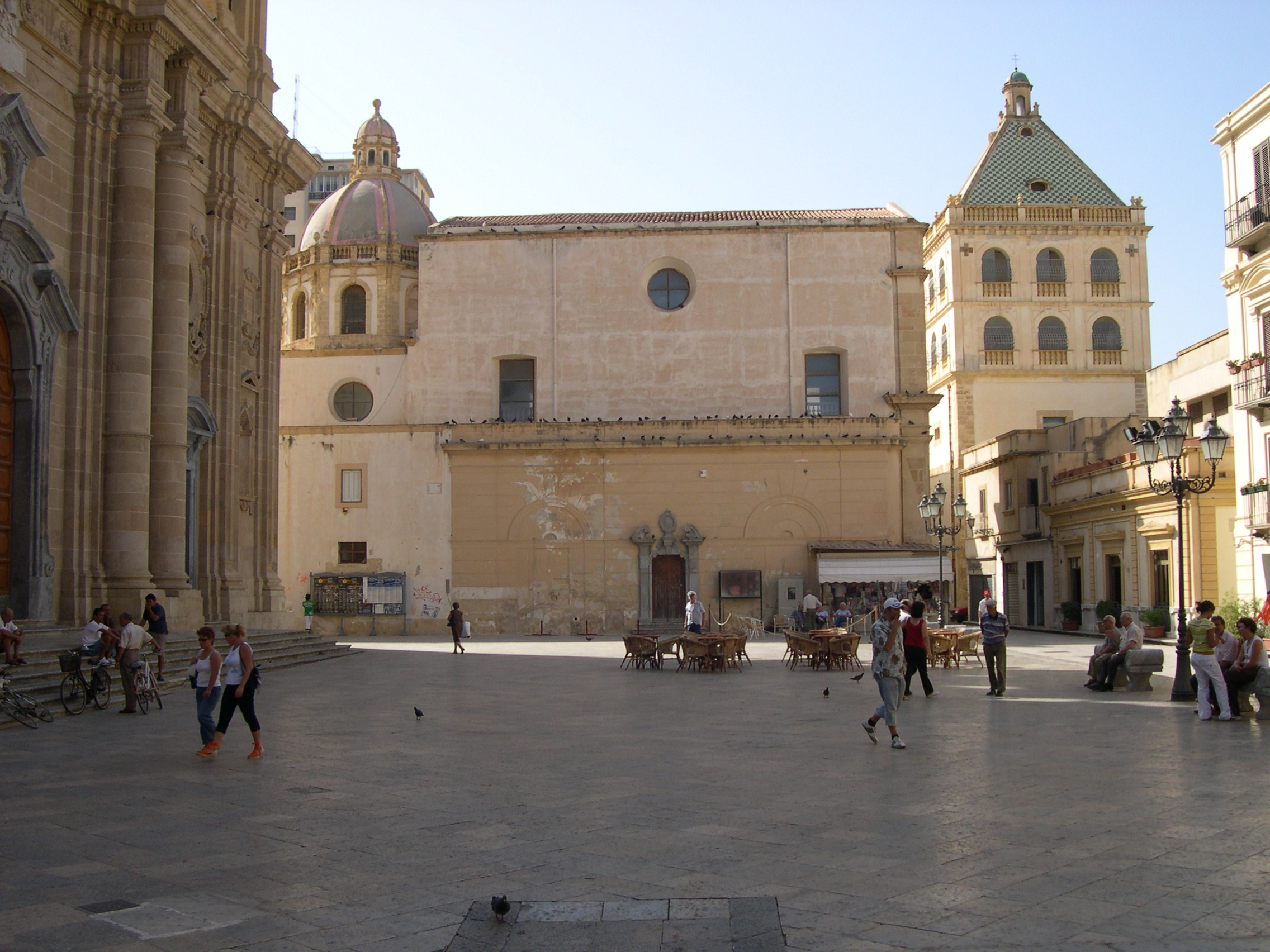
Piazza della Repubblica

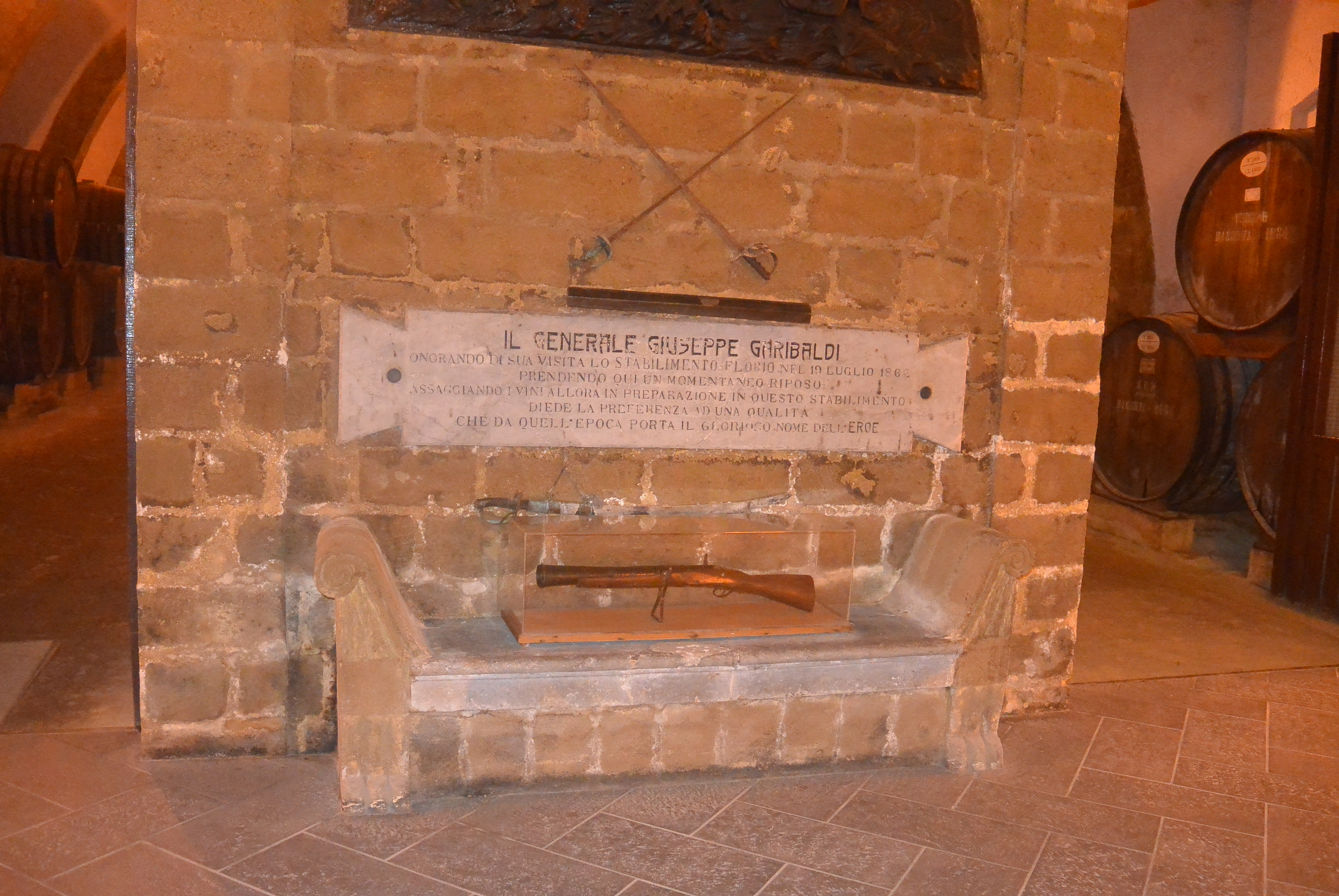
wapens geschonken door Garibaldi

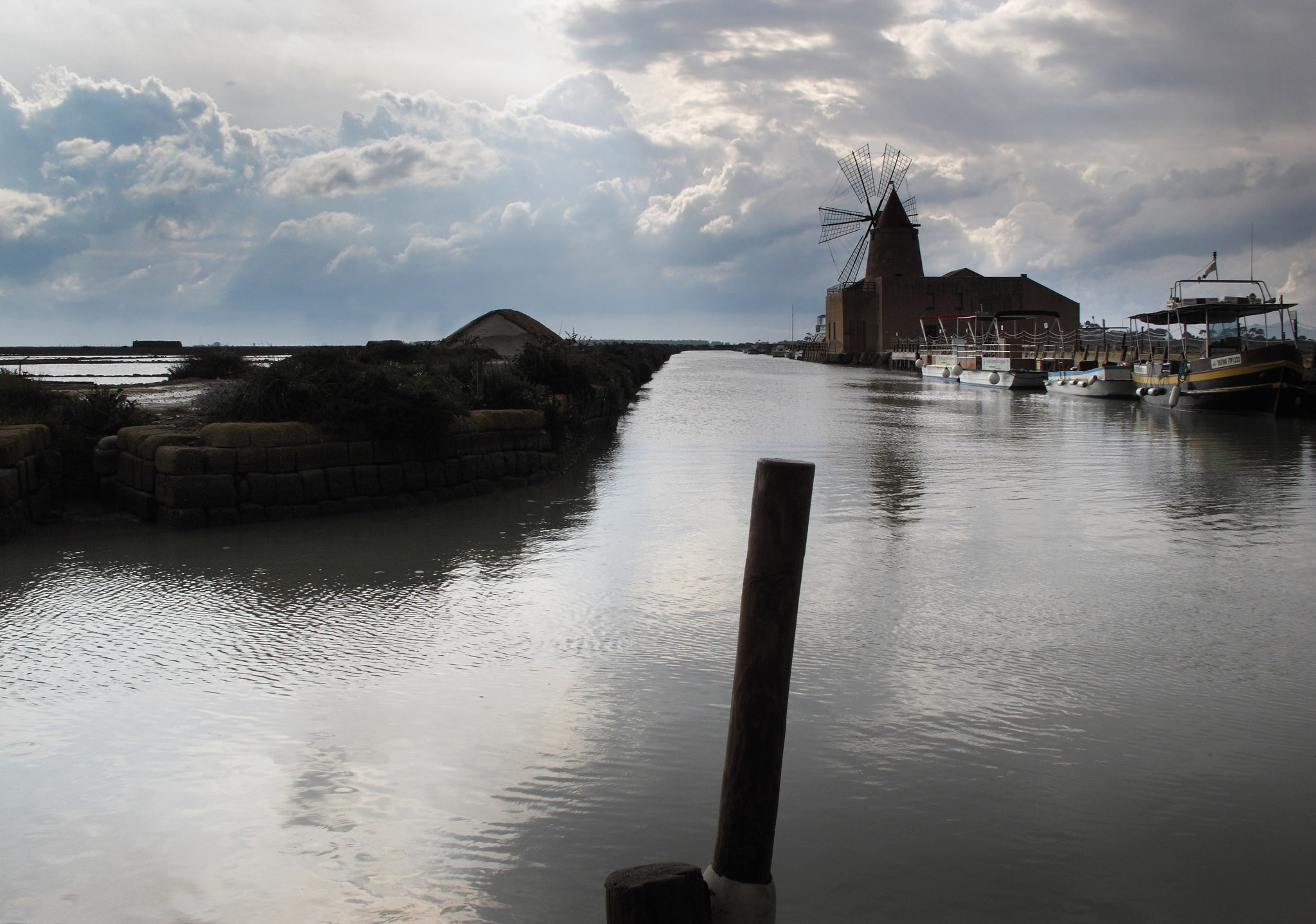
Saline di Marsala, zoutwinning.

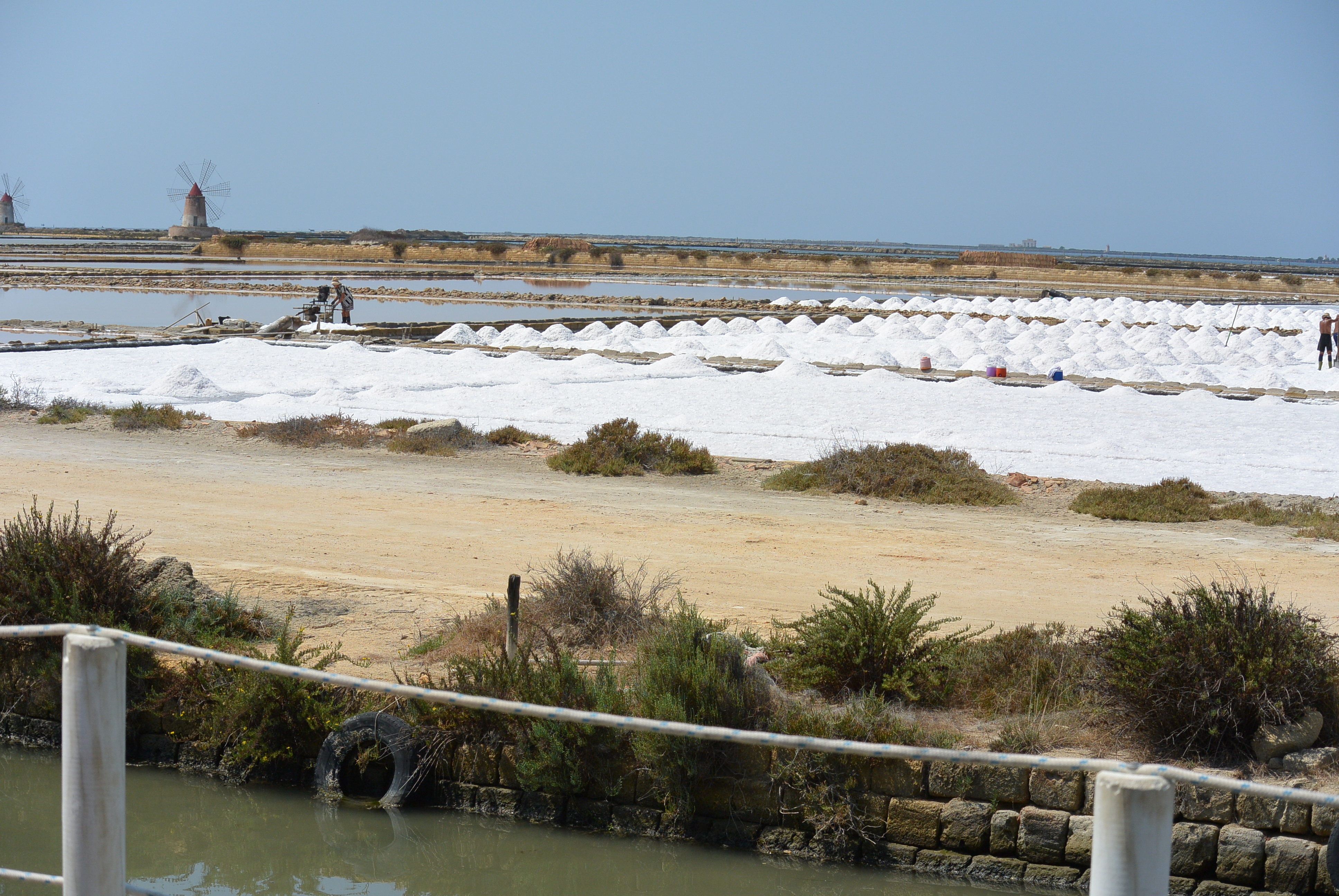
Marsala zoutwinning

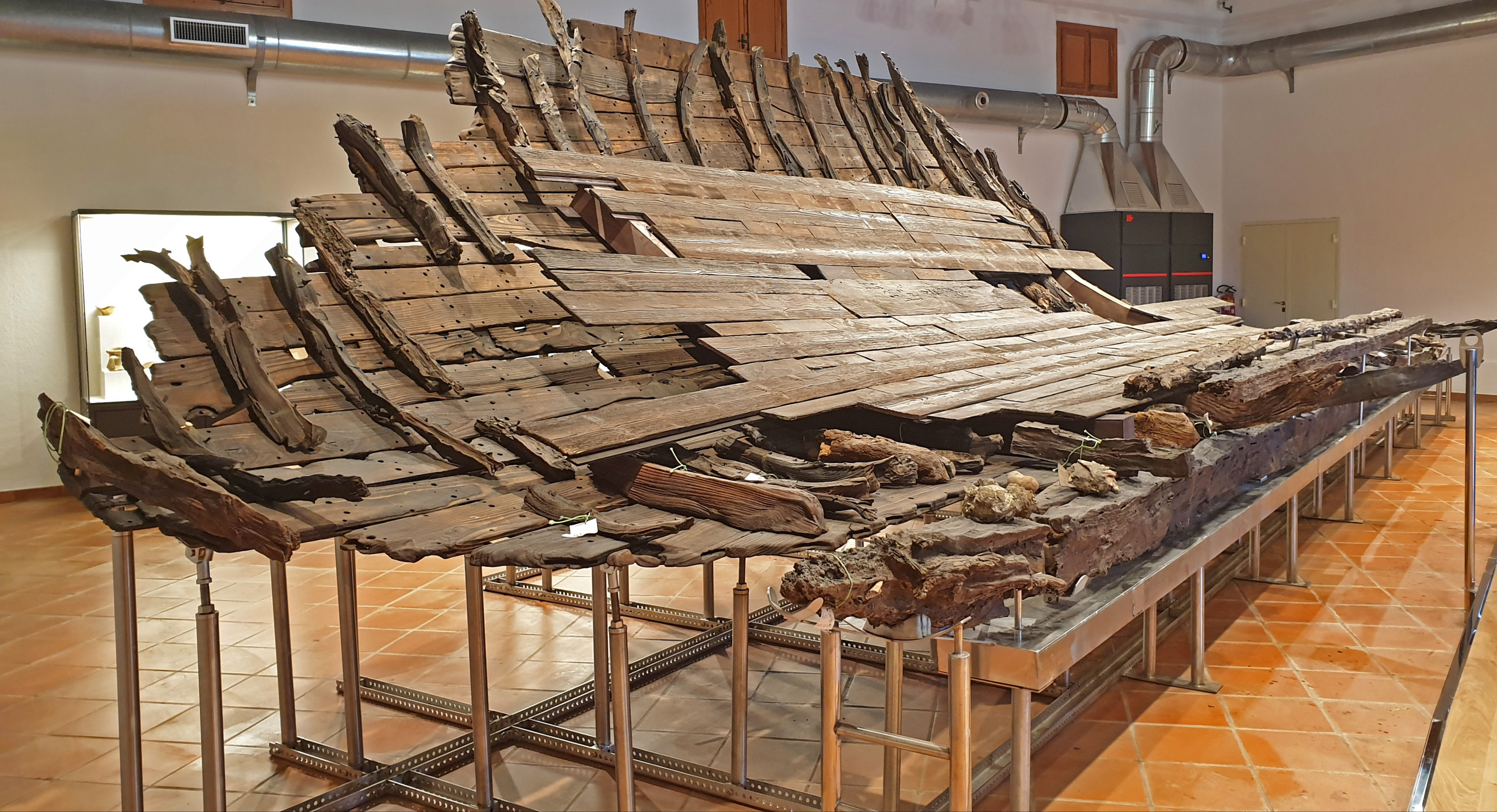
restantenvan het romeinse schip Marausa

Alcamo · Buseto Palizzolo · Calatafimi-Segesta · Campobello di Mazara · Castellammare del Golfo · Castelvetrano · Custonaci · Erice · Favignana · Gibellina · Marsala · Mazara del Vallo · Paceco · Pantelleria · Partanna · Petrosino · Poggioreale · Salaparuta · Salemi · San Vito Lo Capo · Santa Ninfa · Trapani · Valderice · Vita